# Fundação Nacional dos Povos Indígenas
Fundação Nacional dos Povos Indígenas (Funai), conhecida até 2023 como Fundação Nacional do Índio, é o órgão indigenista oficial do Estado brasileiro. Foi criado pela lei 5 371, de 5 de dezembro de 1967. É vinculado ao Ministério dos Povos Indígenas. Sua missão é coordenar e executar as políticas indigenistas do Governo federal, protegendo e promovendo os direitos dos povos indígenas. São, também, atribuições da Funai identificar, delimitar, demarcar, regularizar e registrar as terras ocupadas pelas nações indígenas, promovendo políticas voltadas ao desenvolvimento sustentável das populações indígenas e reduzindo possíveis impactos ambientais promovidos por agentes externos nessas terras; bem como prover, aos indígenas, o acesso diferenciado aos direitos sociais e de cidadania, como o direito à seguridade social e à educação escolar indígena.

## História

### Serviço de Proteção ao Índio
Em 1910, foi criado o Serviço de Proteção ao Índio (SPI) sob a liderança do marechal brasileiro Cândido Rondon. Rondon criou o lema da fundação: "Morra se necessário, mas nunca mate". A partir de seu Positivismo, Rondon fundou o SPI com a crença de que os índios deveriam poder desenvolver-se em seu próprio ritmo. Com assistência e proteção do estado, eles acabariam integrando-se à sociedade moderna. O SPI então iniciou sua missão de "pacificar" as comunidades indígenas, estabelecendo postos em seus territórios para promover a comunicação e a proteção. Os esforços foram inicialmente enfrentados pela oposição e hostilidade de grupos indígenas; houve relatos de agentes da SPI sendo atacados e atingidos por flechas. Durante as décadas de 1950 e 1960, funcionários do SPI eram denunciados em casos de corrupção. Em 1967, eles foram acusados de perversão sexual, abuso e massacre de tribos inteiras com a introdução de doenças e pesticidas, levando a protestos internacionais pela dissolução do SPI. Após a extinção, a FUNAI foi criada para assumir as responsabilidades do SPI e reparar os danos causados pela corrupção.

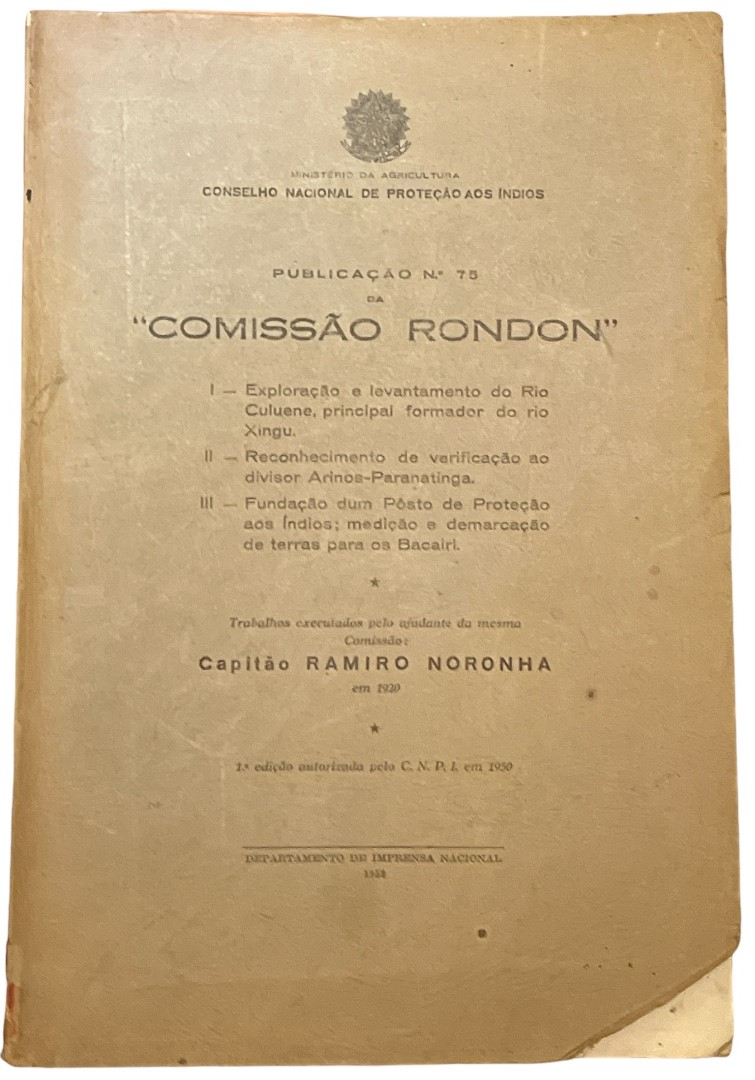
Publicação da "Comissão Rondon" e do Conselho Nacional de Proteção aos Índios na década de 1950.

### Criação da FUNAI
Em 1967, sucedendo o SPI, foi criada a Fundação Nacional do Índio sob a presidência de José de Queiroz Campos. Em 19 de dezembro de 1973, foi promulgada a Lei 6 001, conhecida como Estatuto do Índio, formalizando as políticas a serem adotadas pela Funai para a proteção das populações indígenas.
Com a promulgação da Constituição Federal de 1988, o Estado passou a se responsabilizar pela proteção das manifestações culturais, entre elas as dos povos indígenas, garantindo "o pleno exercício dos direitos culturais" no 1.º parágrafo do artigo 215.
O decreto 7 747, de 5 de junho de 2012 instituiu a Política Nacional de Gestão Territorial e Ambiental de Terras Indígenas (PNGATI), detalhando um conjunto de políticas e ações de longo prazo, visando a "garantir e promover a proteção, a recuperação, a conservação e o uso sustentável dos recursos naturais das terras e territórios indígenas".

### Ditadura Militar
Após a divulgação do Relatório Figueiredo, o governo brasileiro anunciou a extinção do Serviço de Proteção ao Índio (SPI) e a sua substituição pela Fundação Nacional do Índio (Funai). Apesar do ministro do Interior Afonso Augusto de Albuquerque Lima anunciar que o novo órgão seria presidido pelo tenente-coronel Heleno Augusto Dias Nunes, diretor interino do SPI, a nomeação de Nunes não ocorreu e seu primeiro presidente foi o jornalista José de Queirós Campos. Durante a gestão de Campos foi criada a  Guarda Rural Indígena, força paramilitar da Funai composta por indígenas.  
Campos entrou em atrito diversas vezes com José Costa Cavalcanti, sucessor de Albuquerque Lima. Durante a gestão de Cavalcante no ministério a missão protestante "South American Indian Mission Inc." foi autorizada a entrar no Parque do Xingu e demais aldeamenos indígenas com o intuito de evangelizar a população indígena. A "South American Indian Mission Inc." (SAIM) entrou em conflito com os Xavantes e os Nhambiquaras. Estes últimos tiveram suas ocas invadidas e seus pertences religiosos destruídos por membros da missão protestante sob alegação de serem "coisas de culto ao demônio".  Além da autorização da presença da SAIM, o ministro Cavalcanti determinou a demissão do indigenista Hélio Bucker, responsável pelos Nhambiquara e um dos autores da denúncia de abusos da SAIM contra os indígenas. Mais tarde o ministro Cavalcanti determinou a transferência dos quatrocentos índios da etnia Nhambiquara da região do Vale do Guaporé para o Parque do Xingu. A transferência foi desastrosa, de forma que quase todos os membros da tribo com menos de quinze anos acabaram morrendo de sarampo por negligência da Funai.
Em setembro de 1974 o novo presidente da Funai Ismarth Araújo de Oliveira determinou o retorno dos Nhambiquara ao vale do Guaporé.  
Parte das terras desocupadas dos Nhambiquara foram ocupadas por empresas agropecuárias que se valeram de certidões negativas emitidas pelo Ministério do Interior sobre a (não) ocupação de índios naquela região. Uma das empresas que se beneficiou da transferência forçada dos Nhambiquara era pertencente a um dos filhos do ministro Cavalcanti.
Após ser desautorizado diversas vezes pelo regime militar, Campos pediu demissão da presidência da Funai em 2 de junho de 1970.
Em 2014, a Funai criou a Frente de Proteção Etnoambiental e o Sistema de Proteção e Promoção de Direitos,  para realizar a vigilância ostensiva e em tempo integral dos Territórios Indígenas. Pois as áreas são constantemente invadidas ilegalmente por missionários e pela ação de madeireiros. As etnias indígenas recém-contactados no Brasil que estão cobertas por este sistema são: korubo, zo'é, kunt'su, tupi-kawahiv, kanoe, uruwahá e awa-guajá.

### Governo Bolsonaro (2019–2022)
Horas após tomar posse como presidente em 1 de janeiro de 2019, Jair Bolsonaro publicou em edição extra do Diário Oficial uma Medida Provisória (MP) passando a demarcação de terras indígenas e de quilombolas para o Ministério da Agricultura, Pecuária e Abastecimento. Porém, ao converter a MP na Lei nº 13 844, de 18 de junho de 2019, o Congresso Nacional removeu os trechos que alteravam as demarcações de terras indígenas e quilombolas.
Em maio de 2019 o Senado aprovou, por 70 votos a favor e quatro contra, o relatório da Medida Provisória (MP) 870/2019. O relatório não alterou o texto vindo da Câmara dos Deputados e devolveu a Funai e as demarcações de terras indígenas ao Ministério da Justiça e Segurança Pública.
Em janeiro de 2020, através da Portaria nº 167, o então presidente da Funai, Marcelo Augusto Xavier da Silva, modificou o cargo de Coordenador-Geral de Índios Isolados e de Recente Contato para um cargo DAS 4. Essa modificação foi realizada alterando um item do regimento interno da Funai e, dessa forma, o cargo pode admitir pessoas de fora do setor público. Até então este cargo era uma Função Comissionada do Setor Público, que só pode ser ocupada por servidor público concursado.
Em fevereiro de 2020, o governo de Jair Bolsonaro nomeou o pastor e ex-missionário evangélico Ricardo Lopes Dias para o cargo de Coordenador-Geral de Índios Isolados e de Recente Contato. Lopes Dias é ligado à Missão Novas Tribos do Brasil (MNTB), organização missionária fundada nos Estados Unidos e conhecida entre organizações indígenas por forçar o contato com grupos que escolheram viver em isolamento e tentar evangelizá-los. Antes mesmo da nomeação, diversas organizações ligadas ao movimento indígena, assim como servidores e técnicos da Funai, se posicionaram contra a indicação de Lopes Dias para esse cargo. Alguns dias após a nomeação, o Ministério Público Federal pediu à Justiça a suspensão, em caráter liminar, da nomeação, assim como a revogação das portarias de nomeação e de mudança do regimento interno, porém o pedido liminar foi negado.
Em 16 de abril de 2020, a Funai publicou a Instrução Normativa n°9, permitindo que latifundiários e grileiros possam obter certificados de registros federais de imóveis em qualquer terra Indígena não demarcada do Brasil. Os efeitos práticos da normativa da Funai impactaram, até junho de 2022, 49 povos indígenas, totalizando mais de 250 mil hectares divididos por mais de 400 fazendas dentro de reservas indígenas em demarcação, do norte ao sul do país, desde abril de 2020. No Brasil, há mais de 250 terras ainda pendentes de homologação, mas que já têm processos de reconhecimento iniciados na Funai. Grupos de proteção aos indígenas viram nisso uma manobra para legalizar a grilagem dentro de áreas indígenas ainda não homologadas. No dia 29 do mesmo mês, o MPF se manifestou contrário à regra, e recomendou à Funai que derrube a portaria por criar uma situação de insegurança jurídica que aumenta "os riscos de conflitos fundiários e danos socioambientais". Na ação, a procuradoria frisa que a medida "aumenta sensivelmente a vulnerabilidade dos povos indígenas nesse momento de crise sanitária em razão da pandemia de Covid-19".
Uma planilha produzida em setembro de 2019, dois meses depois da posse do atual presidente da Funai (delegado da Polícia Federal Marcelo Xavier), pela servidora Adriana Ariadne Albuquerque Marques, da direção da Funai, apoiadora de Bolsonaro, revela como ocupantes de cargos diretivos no órgão foram avaliados como "a favor" e "contra o governo", o que deu início a uma grande troca de servidores.
A planilha lista os 39 nomes dos chefes das CRs (Coordenações Regionais) nos Estados e informa a suposta posição de cada um, se "contra" ou "a favor" do governo Bolsonaro. Ao lado de seis dos "contrários", um campo da planilha recomenda: "Colocar um militar". Um grupo de 11 servidores está marcado em vermelho. Na legenda do documento, é indicado como ação: "Retirar com urgência da CR". De fato, pelo menos oito desses servidores foram substituídos nos meses posteriores à confecção do arquivo, segundo levantamento feito pela agência de jornalismo Pública.
O processo foi marcado por "perseguição a servidores de carreira e a sua substituição por profissionais sem experiência alguma com a política indígena", segundo o dossiê "Fundação Anti-Indígena: um retrato da Funai sob o governo Bolsonaro", divulgado em junho de 2022 pela Indigenistas Associados (associação que representa servidores e indigenistas da Funai) e pelo INESC (Instituto de Estudos Socioeconômicos). O resultado foi que, atualmente, de acordo com o estudo, das 39 Coordenações Regionais no país, "apenas duas contam com chefes titulares que são também servidores de carreira do órgão. A maioria estão chefiadas por oficiais das Forças Armadas e por policiais militares e federais, considerados sem formação e preparo para atuar na área. O presidente da fundação, Marcelo Xavier, é delegado da Polícia Federal.
Ainda segundo o dossiê, a fundação está alinhada em atender os interesses dos ruralistas em detrimento dos direitos indígenas.
O presidente da Funai, Marcelo Xavier, indicado em 2019 por Bolsonaro, é apontado pelo dossiê como o principal executor da política anti-indigenista na Funai. Segundo o dossiê, "a fundação passou a implementar uma política interna de "perseguição e constrangimento" aos servidores concursados, impondo obstáculos para impedir sua atuação". Um exemplo é o do indigenista Bruno Araújo Pereira, exonerado da Coordenação Geral de Indígenas Isolados e de Recente Contato (CGIIRC) da Funai em outubro de 2019, após coordenar uma operação que expulsou garimpeiros da terra indígena Yanomami, em Roraima. Seu nome ficou em destaque na imprensa quando do seu desaparecimento, juntamente ao do jornalista britânico Dom Phillips no Vale do Javari (AM), em 5 de junho de 2022. Bruno Pereira e Dom Phillips atuavam para fortalecer iniciativas dos povos indígenas para combater invasões de seu território.
"Em vez de proteger e promover os direitos indígenas, a atual gestão da Fundação decidiu priorizar e defender interesses não indígenas", destacou o presidente da INA, Fernando Vianna. 
Para a porta-voz do Inesc, a assessora política Leila Saraiva, "a atual Funai se revela um caso gritante de erosão de direitos, não somente na política indigenista, mas em ações correlatas, como a ambiental, a cultural, a de relações raciais, que também se deterioram Brasil afora".
Marcelo Xavier acumula, à frente do órgão, pedidos de investigação contra indígenas e defensores da pauta ambiental. O jornal Folha de S.Paulo teve acesso a três solicitações feitas por Marcelo à Polícia Federal, e uma direcionada à Abin (Agência Brasileira de Inteligência). Em 2020, Xavier apresentou uma notícia-crime à Polícia Federal, contra Almir Suruí, liderança do povo paiter suruí, e também solicitou à Abin monitoramento do mesmo povo. 
O presidente da Funai também apresentou uma notícia-crime à PF contra a Apib (Articulação dos Povos Indígenas do Brasil) e à sua coordenadora-executiva, Sonia Guajajara, e, em 2021, contra o procurador Ciro de Lopes e Barbuda, em razão de parecer jurídico a favor dos indígenas elaborado pelo servidor, vinculado à AGU (Advocacia-Geral da União), e com atuação na Funai. Todos os quatro inquéritos foram arquivados pela justiça.
Em gravação obtida pela agência de jornalismo O Joio e o Trigo, em parceria com o The Intercept, o capitão da reserva Álvaro Carvalho Peres, coordenador regional da Funai de Barra do Garças, no Mato Grosso, e responsável por coordenar as atividades da Funai em seis terras indígenas da etnia Xavante, afirmou, em 23 de agosto de 2022, em reunião fechada entre servidores de alto nível da Funai e indígenas, cujo objetivo era discutir as multas e embargos impostos pelo Ibama, em julho, aos fazendeiros ligados ao projeto Independência Indígena – que desenvolve, junto a fazendeiros, plantio de soja, milho e arroz dentro da Terra Indígena Sangradouro, no leste do Mato Grosso –, que a Funai irá trabalhar para derrubar as autuações por desmatamento ilegal impostas pelo Ibama, para destravar a lavoura destes fazendeiros na terra indígena no Mato Grosso.
Ainda segundo o dito por Álvaro Peres na reunião, o presidente da Funai, Marcelo Xavier, está estudando a edição de duas instruções normativas: uma permitindo a extração de madeira em terras indígenas, e a outra legalizando o garimpo, que já ocorre ilegalmente, em terras indígenas Brasil afora.

### Governo Lula (2023–presente)
Em seu primeiro ato de governo, o Presidente Lula emitiu a Medida Provisória nº 1.154, de 1º de janeiro de 2023, que criou o Ministério dos Povos Indígenas, renomeou a FUNAI com o nome de Fundação Nacional dos Povos Indígenas, além de vincular esta fundação autárquica ao novo ministério criado. No mesmo dia, foi nomeada como ministra Sônia Guajajara, deputada federal eleita em 2022 que se torna a primeira indígena a ocupar um cargo ministerial no governo brasileiro.
Em 02 de janeiro de 2023, também foi anunciado que Joênia Uapixana, primeira mulher indígena a ser eleita deputada federal na história do Brasil, se tornaria presidente da FUNAI, outro fato inédito na história da administração pública brasileira.
No dia seguinte, Joênia Wapixana anunciou a criação de diversos grupos de trabalhos para retomar as demarcações de terras indígenas que haviam sido paralisadas na gestão anterior, como são os casos da Terra Indígena Jeju e Areal (Pará), Tekoha Porã (São Paulo), Karugwá e Pyhaú (São Paulo), Ka’aguy Poty (Rio Grande do Sul), Cambirela (Santa Catarina), Passo Piraju/Nu Porã (Mato Grosso do Sul), a área reivindicada pelo povo Mukurin (Minas Gerais), além de constituir novos grupos para a Terra indígena Aranã Índio (Minas Gerais), Aranã Caboclo (Minas Gerais) e área reivindicada pelas etnias Cassupá e Salamãi em Rondônia, além da força tarefa para lidar com a crise humanitária envolvendo o povo Yanomami.

## Estrutura organizacional
Desde outubro de 2022, a Funai possui a seguinte estrutura organizacional:
- Órgão colegiado: Diretoria Colegiada;
- Órgão de assistência direta e imediata ao Presidente da Funai: Gabinete da Presidência;
- Órgãos seccionais:
  - Procuradoria Federal Especializada;
  - Auditoria Interna;
  - Corregedoria;
  - Ouvidoria; e
  - Diretoria de Administração e Gestão;
- Órgãos específicos singulares:
  - Diretoria de Promoção ao Desenvolvimento Sustentável; e
  - Diretoria de Proteção Territorial;
- Unidades descentralizadas:
  - Coordenações Regionais;
  - Coordenações das Frentes de Proteção Etnoambiental; e
  - Coordenações Técnicas Locais;
- Órgão científico-cultural: Museu dos Povos Indígenas.

### Composição atual da Diretoria
Em 6 de fevereiro de 2023, a composição da Diretoria da FUNAI era composta pelos seguintes agentes públicos:
| Cargo público                                       | Nome                                                   | Profissão e/ou formação acadêmica                                                    | Etnia        | Referências |
| --------------------------------------------------- | ------------------------------------------------------ | ------------------------------------------------------------------------------------ | ------------ | ----------- |
| Presidente da FUNAI                                 | Joênia Wapixana                                        | advogada com mestrado em direito e ex-deputada federal                               | Wapixana     | [ 56 ]      |
| Diretor de Proteção Territorial                     | Vago                                                   |                                                                                      |              |             |
| Diretora de Promoção ao Desenvolvimento Sustentável | Lucia Alberta Andrade                                  | Cientista social com mestrado em educação, ativista socioambiental e gestora pública | Baré         | [ 58 ]      |
| Diretora de Administração e Gestão                  | Estella Libardi de Souza (Diretora Substituta)         | advogada e servidora pública (indigenista especializado)                             | não-indígena | [ 59 ]      |
| Chefe de Gabinete                                   | Danusa de Oliveira Sabala (Chefe Substituta)           | servidora pública (agente em indigenismo)                                            | não-indígena | [ 60 ]      |
| Procurador-Chefe                                    | Matheus Antunes Oliveira (Procurador-Chefe substituto) | procurador federal                                                                   | não-indígena | [ 61 ]      |
| Auditor-Chefe                                       | Vago                                                   |                                                                                      |              |             |
| Corregedor                                          | Vago                                                   |                                                                                      |              |             |
| Ouvidor                                             | Vago                                                   |                                                                                      |              |             |
| Diretor do Museu dos Povos Indígenas                | Vago                                                   |                                                                                      |              |             |